# Dyschoriste hildebrandtii
Dyschoriste hildebrandtii là một loài thực vật có hoa trong họ Ô rô. Loài này được (S.Moore) Lindau ex O.B.Clarke mô tả khoa học đầu tiên năm 1899.